# Microgreens

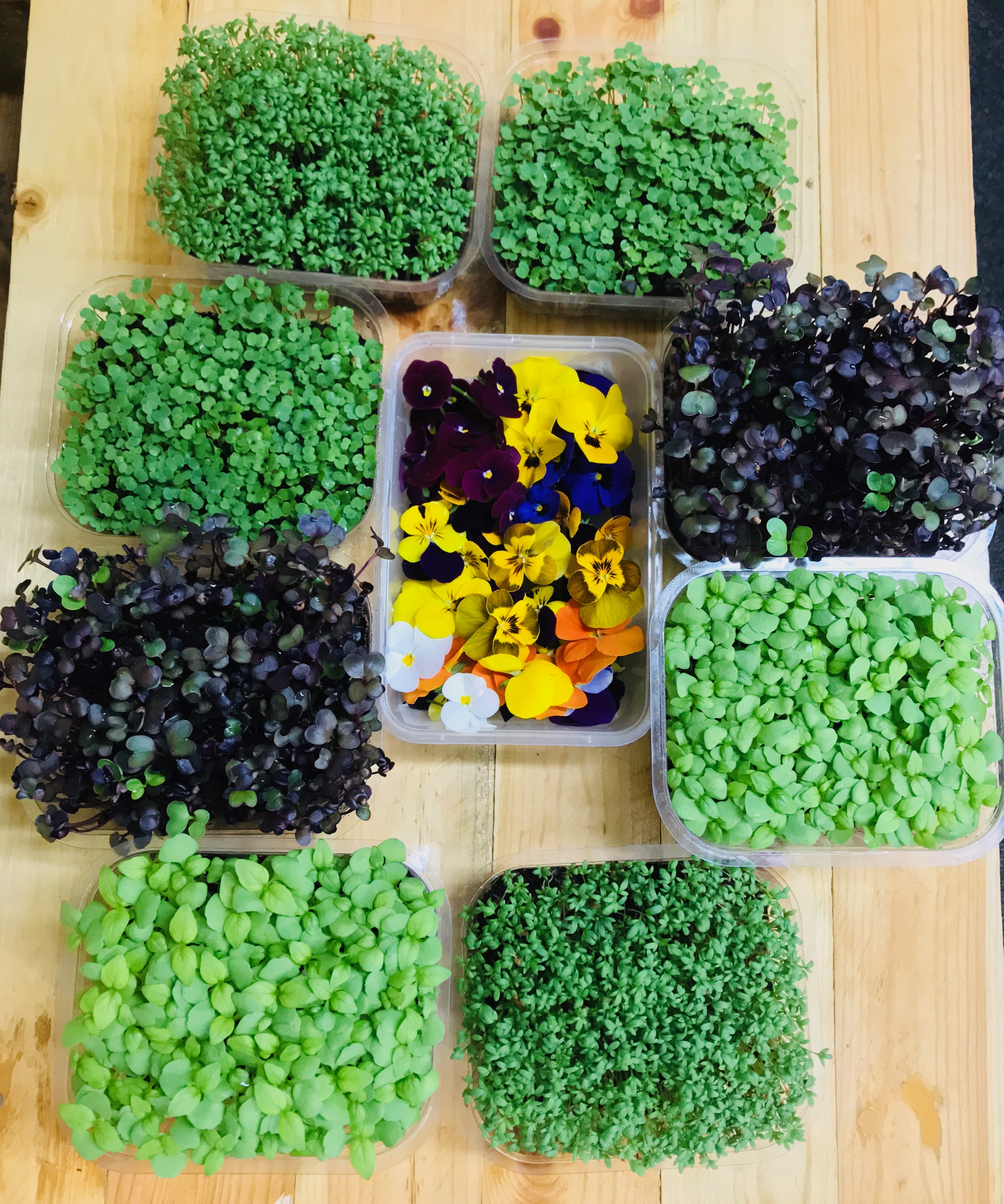

Microgreens jsou jedlé sazenice zeleniny, bylin a dalších jedlých rostlin (neplést s klíčky nebo výhonky). Sklízejí se krátce poté, co se vyvinou první dvojité lístky kotyledonu s jedním párem pravých listů. Používají se k vizuálnímu, chuťovému a texturovému zlepšení pokrmů. Microgreens se používají jako ozdoba pro saláty, polévky, sendviče a talíře. Některé recepty je používají jako ozdobu, zatímco jiné je používají jako hlavní ingredience. Nejběžněji pěstovanými microgreens jsou různé druhy ředkvičky (Daikon, Red Rambo, Red Rose), hrách, slunečnice, kedluben, pórek, lichořeřišnice nebo hořčice. Jejich velikost se liší v závislosti na konkrétním pěstovaném druhu, s typickou velikostí od 2,5 až 8 cm včetně stonku a listů. Stonky se stříhají během sklizně těsně nad povrchem půdy.
Microgreens se začaly objevovat na menu šéfkuchařů již v 80. letech v San Francisku. V Jižní Kalifornii se pěstují od poloviny 90. let. První dokumentované použití slova microgreen se pojí v roce 1998 v Kalifornii s koriandrem.[zdroj?]
Microgreens jsou obecně popsány jako rostliny, které je snadné pěstovat. Nicméně při nestabilních pěstebních podmínkách (výkyv teplot, vysoká relativní vlhkost) se mohou vyskytnout kompliace v podobě tvorby plísní a zpomaleného růstu rostlin. Typickou nádobou pro pěstování je mělká miska různých rozměrů s otvory pro odvodnění.